# Bruno Cascio
Bruno Cascio (Roma, 26 aprile 1950) è un direttore della fotografia italiano.

## Biografia
Si diploma nel 1973 all'Istituto di Stato per la Cinematografia e la Televisione Roberto Rossellini di Roma.
Dopo molti anni di lavoro come assistente operatore e poi come operatore alla macchina, approda alla direzione della fotografia nel 1992 con il film Verso sud, regia di Pasquale Pozzessere.
Con Padre e figlio (1994, regia di Pasquale Pozzessere) vince il David di Donatello per il migliore autore della fotografia, ex aequo con Dante Spinotti (Il segreto del bosco vecchio, regia di Ermanno Olmi).
Nel 1996, con Marciando nel buio, regia di Massimo Spano, ottiene il 5º posto nelle votazioni dei David di Donatello.
Lavora con molti registi esordienti, ma anche con esperti quali Sergio Martino e Luciano Emmer, col quale gira due film: Una lunga lunga lunga notte d'amore e L'acqua... il fuoco. Ha lavorato anche con Massimo Spano nel film per la televisione La casa bruciata.